# KHL Medveščak Zagreb
Le KHL Medveščak Zagreb (Klub hokeja na ledu Medveščak) est un club de hockey sur glace de Zagreb en Croatie.

## Histoire
Le club a été fondé en 1961. Pendant 30 ans, il a disputé le championnat de Yougoslavie de hockey sur glace dont il a remporté les 3 dernières éditions (1989, 1990 et 1991) avant la sécession des républiques fédérées de Yougoslavie en 1992.
Depuis 1991, le club joue dans le championnat croate. C'est une compétition à 4 équipes qu'il a remporté 18 fois.
Entre 2007 et 2009, l'équipe joue dans le championnat slovène, tout en restant engagée dans le championnat de Croatie.
En 2009-2010, ce club est accepté dans le championnat d'Autriche, toujours en parallèle de son championnat national.
En 2013, il est accepté dans la Ligue continentale de hockey (KHL).
Après 4 ans passés dans la KHL, le club croate quitte cette ligue pour retourner dans l'EBEL, le championnat d'Autriche.

## Saisons en KHL
| Saison    | PJ | V  | VP | VTB | D  | DP | DTB | BP  | BC  | Pts | Classement | Séries éliminatoires                   |
| --------- | -- | -- | -- | --- | -- | -- | --- | --- | --- | --- | ---------- | -------------------------------------- |
| 2013-2014 | 54 | 24 | 1  | 3   | 14 | 4  | 8   | 138 | 126 | 92  | 11e/28     | HC Lev Prague 0-4 (huitième de finale) |
| 2014-2015 | 60 | 17 | 3  | 3   | 32 | 2  | 3   | 147 | 191 | 68  | 23e/28     | Non qualifié                           |
| 2015-2016 | 60 | 19 | 4  | 2   | 26 | 5  | 4   | 144 | 172 | 78  | 20e/28     | Non qualifié                           |
| 2016-2017 | 60 | 19 | 2  | 2   | 33 | 2  | 2   | 138 | 186 | 69  | 24e/29     | Non qualifié                           |

## Palmarès
- Championnat de Yougoslavie (3)
  - Vainqueur en 1989, 1990, 1991,
- Championnat de Croatie (16)
  - Vainqueur en 1995, 1997, 1998, 1999, 2000, 2001, 2002, 2003, 2004, 2005, 2006, 2007, 2009, 2010, 2011, 2012.

## Entraîneurs
- Sergueï Stolboun